# Maponos
Nella mitologia celtica Maponos o Maponus ("Figlio Divino") era il dio della giovinezza. Noto principalmente in nord Britannia, è attestato anche in Gallia. In epoca romana fu associato ad Apollo.

## Etimologia
In gallico "mapos" significa "ragazzo" o, più raramente, "figlio". Il suffisso -on è un accrescitivo. Oltre al teonimo Maponos la radice mapos si trova anche nei nomi personali Mapodia, Mapillus e Maponius
Nelle lingue brittoniche la stessa radice si trova nel gallese, nel cornico e nel bretone "mab", "figlio". Anche l'antico irlandese "macc" significa "figlio di" e si trova nelle iscrizioni ogamiche nel genitivo maqui e maqqi. Poi è passato nello scozzese e nell'irlandese "Mac" e "Mc".

## Fonti
Maponos è conosciuto principalmente dalle epigrafi galliche a Bourbonne-les-Bains (CIL 13, 05924) e a Chamlières (RIG L-100), ma soprattutto nel nord della Britannia a Brampton, Corbridge, Ribchester e Chesterholm, dove era venerato come Apollo Maponos.

## Mitologia gallese
Nella mitologia gallese la figura di Maponos si rispecchia in Mabon figlio di Modron ("Madre Divina"), che si ricollega alla Dea Matrona. Tre notti dopo la sua nascita, Mabon viene rapito e portato nell'Annwn (l'Oltretomba), dove trascorre la sua infanzia e per questo rimane eternamente giovane.
Nel ciclo arturiano a Maponos si ricollegano Mabon, Mabus e Mabonagrain.

## Mitologia irlandese
Nella mitologia irlandese la controparte di Maponos è Mac(c) ind Óc ("giovane figlio", "giovane ragazzo") un epiteto di Aengus.